# Kołodno (gmina)
Kołodno – dawna gmina wiejska istniejąca w latach 1933–1939 w woj. wołyńskim (obecnie na Ukrainie). Siedzibą gminy było Kołodno-Lisowszczyzna.
Gminę Kołodno utworzono 1 października 1933 roku w województwie wołyńskim, w powiecie krzemienieckim, z obszaru zniesionych gmin Zarudzie (wsie Zarudzie, Oleszkowce, Witkowce, Bolizuby, Kołodno-Siedlisko, Kołodno-Lisowszczyzna, Szymkowce, Rzeszniówka, Rakowiec Wielki, Rakowiec Mały (sioło) i Reymontów) i Wierzbowiec (wsie Gnidawa, Czajczyńce, Kochanówka i Musurowce) oraz z części gminy Wiśniowiec (wieś Wola Wilsona).
Według stanu z dnia 4 stycznia 1936 roku gmina składała się z 18 gromad. Po wojnie obszar gminy Kołodno wszedł w struktury administracyjne Związku Radzieckiego.